# Florence Nagle
Florence Nagle (26 de octubre de 1894 - 30 de octubre de 1988) fue una activista, feminista y adiestradora de caballos de carrera y perros de raza británica.

## Biografía
Nagle nació en Fallowfield, Manchester en 1894. Compró su primer lobero irlandés en 1913 y llegó a poseer o criar veintiún campeones del Reino Unido. También compitió con éxito en pruebas de campo con setters irlandeses desde la década de 1920 hasta mediados de los años 1960, lo que dio como resultado dieciocho campeones de pruebas de campo.

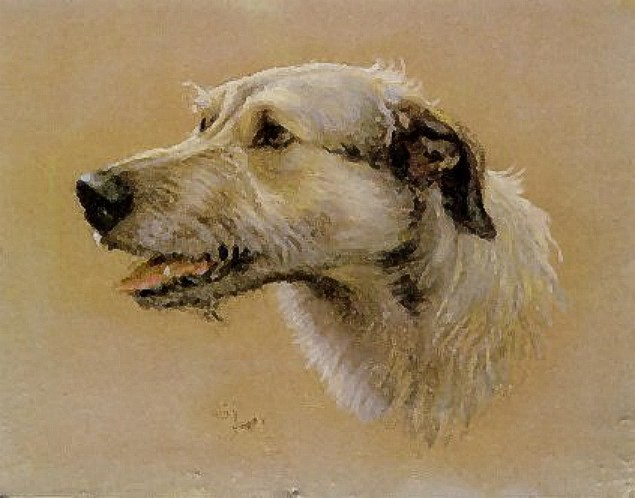
Sir Michael of Sheppey, primer lobero irlandés comprado por Nagle. Pintura de Cecil Aldin.

Descrita como "la Emmeline Pankhurst de las carreras de caballos británicas", Nagle entrenó su primer caballo de carreras en 1920, el potro Fernley de raza irlandesa. En ese momento las mujeres eran obligadas a emplear hombres para tener una licencia de entrenador del Jockey Club en su nombre, o a tener dichas licencias pero con el nombre de sus esposos. Nagle trabajó pacíficamente para reparar tales injusticias. Desafió con éxito a los principales clubes de caballeros del mundo de las carreras de animales por su desigualdad de género, y en 1966 se convirtió en una de las dos primeras mujeres del Reino Unido con licencia para entrenar caballos de carreras. El primer caballo de carreras entrenado oficialmente a nombre de Nagle fue Mahwa, registrado como propiedad de su amiga Newton Deakin, con quien compartía algunos de sus perros.
Insatisfecha con la falta de oportunidades para las jockeys femeninas, Nagle patrocinó la primera carrera "Florence Nagle Girl Apprentices Handicap" en 1986 en Kempton Park. Murió en su casa en West Chiltington, Sussex a la edad de 94 años.